# Zsolt Érsek
Zsolt Érsek (Budapest, 13 giugno 1966) è un ex schermidore ungherese, vincitore di una medaglia di bronzo nella scherma ai giochi olimpici.